# 12. Unterseebootsflottille
De 12. Unterseebootsflottille was een operationele eenheid U-Boten van de Duitse Kriegsmarine. De eenheid werd op 15 oktober 1942 opgericht en kwam onder leiding te staan van Klaus Scholtz. De eenheid had vooral de beschikking over lange afstandsboten, die opereerden in het zuidelijke deel van de Atlantische Oceaan en de Indische Oceaan.
46 U-Boten maakten tijdens het bestaan van de eenheid deel uit van de 12. Unterseebootsflottille. De eenheid zat tijdens haar gehele bestaan gevestigd in Bordeaux. In augustus 1944, toen een verovering door de Amerikanen met Operatie Overlord op handen was, vertrokken de meeste boten richting Flensburg. De eenheid werd met het vertrek van de laatste twee boten, de U 534 en de U 857 op 25 augustus 1944, officieel opgeheven. De boten werden bij de 33. Unterseebootsflottille gevoegd. De 220 overgebleven manschappen moesten onder leiding van Fregattenkapitän Scholtz over land naar Duitsland marcheren. Ze werden echter al op 11 september 1944 door de Amerikanen krijgsgevangene genomen.

## Commandanten
- 15 oktober 1942 - 25 augustus 1944 - Fregattenkapitän Klaus Scholtz.[1]

## Organisatie
De 12. Unterseebootsflottille maakte deel uit van de Führer der Unterseeboote West (F.d.U. West), dat was gevestigd in Parijs. Naast de 12. Unterseebootsflottille maakten ook de volgende eenheden deel uit van de F.d.U. West:
- 1. Unterseebootsflottille, met het hoofdkwartier in Brest
- 2. Unterseebootsflottille, met het hoofdkwartier in Lorient
- 3. Unterseebootsflottille, met het hoofdkwartier in La Rochelle
- 6. Unterseebootsflottille, met het hoofdkwartier in Saint-Nazaire
- 7. Unterseebootsflottille, met het hoofdkwartier in Saint-Nazaire
- 9. Unterseebootsflottille, met het hoofdkwartier in Brest
- 10. Unterseebootsflottille, met het hoofdkwartier in Lorient